# Kymatolege

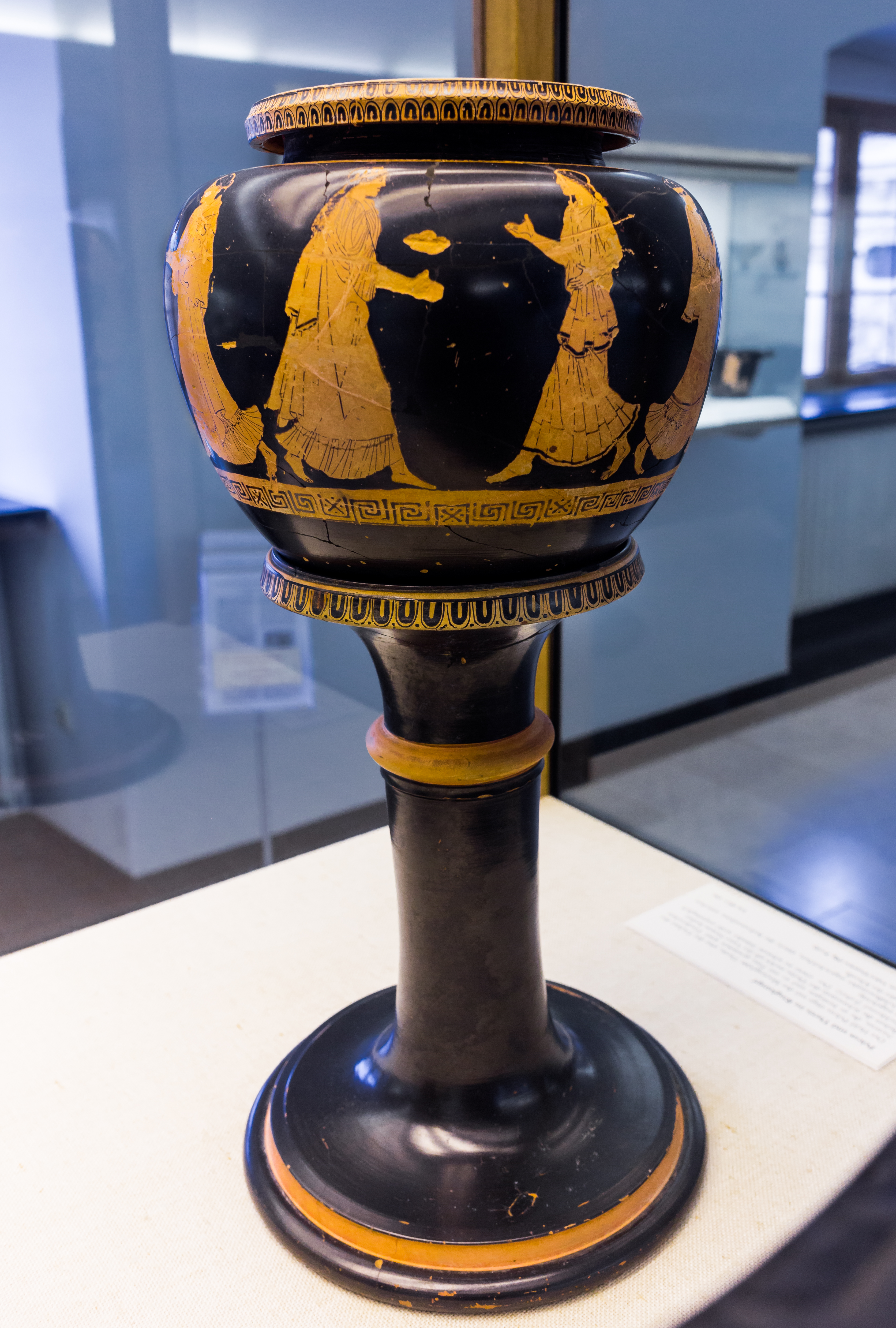
Dinos im Martin von Wagner Museum: rechts die durch Beischrift gekennzeichnete Kymatolege

Kymatolege (altgriechisch Κυματολήγη) ist in der griechischen Mythologie eine Tochter des Nereus und der Okeanide Doris und somit eine der Nereiden.
Hesiod nennt sie in seiner Theogonie bei der Aufzählung der Nereiden, während weder Homer noch die Nereidenkataloge in der Bibliotheke des Apollodor und bei Hyginus Mythographus sie kennen. Sie wurde auf einem im Würzburger Martin von Wagner Museum befindlichen Dinos des Achilleus-Malers aus Vulci dargestellt.